# Цветелин Тонев
Цветелин Йорданов Тонев е български футболист, нападател.